# 調音方法

調音方法

気流の妨害度

阻害音
破裂音
破擦音
摩擦音
共鳴音
ふるえ音
はじき音
接近音

気流の通路
中線音
側面音
口蓋帆の状態
口音
口鼻音
鼻音
気流機構
肺臓気流
吸気音
呼気音

非肺臓気流
放出音
入破音
吸着音

▶ 調音部位

調音方法（ちょうおんほうほう、英: manner of articulation）は、調音に関わる阻害の種類のことである。

## 概要
母音や子音の調音は、喉頭以上の調音器官の形や動きによって発声器官内の空気の流れを阻害（妨害）したり、発声器官内で発生する音声の共鳴の仕方を変化させたり、新たな音を発生あるいは追加したりすることで、実現が可能である。
調音方法の多くは多数の調音部位に共通して適用されるが、すべての調音方法がすべての調音部位に適用されるわけではない。各調音方法の日本語の名称は、「方法名＋音」で表され、その方法によって生成される音声の総称名と同じであることが多い。調音法あるいは調音様式ともいう。

## 分類
調音方法は、狭め（せばめ、英: stricture）つまり気流の妨害の度合いやタイプと、気流の通り道の違いによって分類することができる。また鼻腔への通路を口蓋帆によって閉ざすかどうかを考慮に入れることもある。

### 気流の妨害
閉鎖音上下の調音器官を接近させて完全な閉鎖を作り、それを持続して圧力を高め、閉鎖を急激に開放する。接近および開放は無いこともある。
摩擦音気流の通路を非常に狭くすることで、乱気流を発生させる。
接近音摩擦音よりもやや広めの通路を作る。無声の場合は乱気流だが有声の場合は乱気流にはならない。
共鳴音気流の通路が非常に広く開いた状態で作られる。無声にしても乱気流は発生しない。広めの母音のみが分類される。
ふるえ音気流によって調音器官をふるわせ、別の調音器官を繰り返し軽く叩くことで作る。
はじき音ある調音器官が別の調音器官に接近し、軽く1回だけはじく。
半母音一時的な接近と開放（またはそのいずれか一方）によって作られる。
はじき音と半母音は瞬間的（英: momentary）な狭めであり、それ以外は持続可能（英: maintainable）な狭めであるといわれる。

### 気流の通り道
中線音口腔の左右の部分を遮り中線に沿った通路を開けて作る。口腔内で作られるほとんどの音が中線音である。
側面音口腔の中線上のどこかで狭めを作り、舌の片側または両側を開けて行う調音。
閉鎖音自体はどちらにも分類できないが、その入りわたりおよび開放は中線的にも側面的にも行われうる。

## 肺臓気流機構
肺臓気流を使った子音では口腔内で完全に閉鎖を作るか隙間を作るかによって細かく分類されている。
| 口腔閉鎖                                   | 下位調音器官の状態                           | 鼻腔閉鎖 | 名称                             |
| ------------------------------------------ | -------------------------------------------- | -------- | -------------------------------- |
| 無開放の完全閉鎖または長い完全閉鎖後に開放 | 上顎部に密着して離さない、または密着後に離す | しない   | 鼻音（無破裂鼻音、破裂鼻音）     |
| 無開放の完全閉鎖または長い完全閉鎖後に開放 | 上顎部に密着して離さない、または密着後に離す | する     | 閉鎖音（内破音、破裂音、破擦音） |
| 短い閉鎖を繰り返す                         | 震えさせる                                   | する     | ふるえ音                         |
| 1度だけの短い閉鎖                          | 弾く                                         | する     | はじき音（たたき音）             |

| 隙間の度合い | 空気の通り道 | 名称                   |
| ------------ | ------------ | ---------------------- |
| 狭い         | 舌の中央     | 摩擦音（中線的摩擦音） |
| 狭い         | 舌の側面     | 側面摩擦音             |
| やや広め     | 舌の中央     | 接近音（中線的接近音） |
| やや広め     | 舌の側面     | 側面接近音             |

二次調音として破裂音に同じ調音点または隣接する調音点の摩擦音を伴わせることを破擦化といい、そこで発音される子音を破擦音という。また、上記の口腔内に隙間を作る音はすべて鼻腔を閉鎖する音であり、これらの音を鼻腔を開放して発音することを鼻音化といい、発音される音を鼻音化口（腔）音という。なお、接近音は持続音として発音される場合は母音の一種（狭母音）であり、これに他の母音が続く場合に、短く発音されて母音に渡っていく部分が子音として認識されて半母音と呼ばれる。

## 咽頭気流機構
また咽頭気流を使った子音に、気流が中から外へ向かう放出音と外から中へ向かう入破音がある。
- 放出音の調音方法は破裂と摩擦であり、鼻に抜かない。それぞれ破裂放出音・摩擦放出音という。破擦化もされる。
- 入破音の調音法は破裂だけであり、鼻に抜かない。

## 軟口蓋気流機構
軟口蓋気流を使った子音に、吸着音があり、その空気の通り道によって吸着音（中線的吸着音）と側面吸着音がある。